# Wir sind schon auf dem Brenner

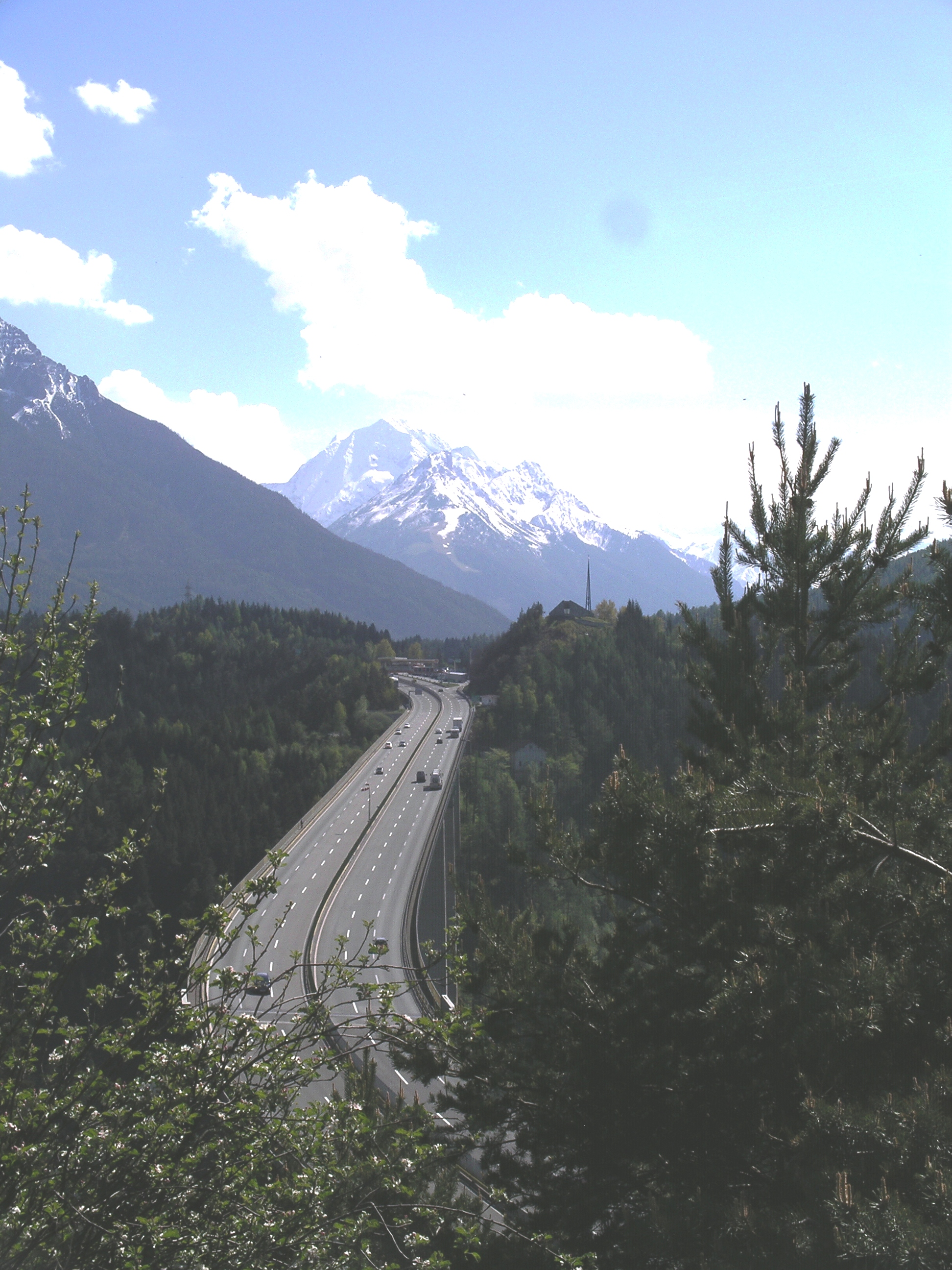
Brennerpasset.

Wir sind schon auf dem Brenner, skriven av Udo Jürgens och Friedhelm Lehmann, är en fotbollslåt som släpptes på singel 1990. Den var kampsång för västtyska landslaget, som spelade in den tillsammans med Udo Jürgens, till VM 1990 i Italien. En turnering som västtyskarna vann.
Wir sind schon auf dem Brenner (tyska: "Vi är redan vid Brennerpasset") skildrar resan från Västtyskland till Italien, via Österrike.

### Fotnoter
1. ↑  ”Wir sind schon auf dem Brenner” (på engelska). Discogs. 12 mars 1990. http://www.discogs.com/Udo-J%C3%BCrgens-Die-Fussball-Nationalmannschaft-Wir-Sind-Schon-Auf-Dem-Brenner/release/2196963. Läst 24 december 2014.
2. ↑  ”World Cup 1990” (på engelska). Rsssf. 12 mars 1990. Arkiverad från originalet den 11 maj 2011. https://web.archive.org/web/20110511104746/http://www.rsssf.com/tables/90full.html. Läst 24 december 2014.